# Primera División (Chile) 1969
Die Primera División 1969, auch unter dem Namen 1969 Campeonato Nacional de Fútbol Profesional bekannt, war die 37. Saison der Primera División, der höchsten Spielklasse im Fußball in Chile.
Die Meisterschaft gewann das Team von Universidad de Chile, das sich damit für die Copa Libertadores 1970 qualifizierte. Es war der siebte Meisterschaftstitel für den Klub. Zudem qualifizierte sich auch der Vizemeister Rangers de Talca für die Copa Libertadores. Für den neuen internationalen Wettbewerb, die Copa Ganadores de Copa, qualifizierte sich Unión Española, das sich im Entscheidungsspiel gegen Green Cross Temuco durchsetzte. Tabellenletzter und Verlierer des Relegationsspiels ist Santiago Morning, das somit in die zweite Liga abstieg.

## Modus
Die 18 Teams werden in zwei Torneos nach Region aufgeteilt und spielen jeder gegen jeden mit Hin- und Rückspiel. Die ersten fünf Teams sammeln je nach Platzierung Bonuspunkte für den Torneo Nacional, in dem in Zona A und B je 9 Teams der beiden Torneos aufeinandertreffen. Die besten drei Teams inklusive der Bonuspunkte aus der 1. Runde nehmen an der Meisterrunde teil. Die beiden Letztplatzierten spielen zwei Relegationsspiele um den Klassenerhalt. Meister ist der Sieger der Meisterrunde, der gleichzeitig an der Copa Libertadores 1970 teilnimmt. Der Tabellenzweite qualifiziert sich ebenfalls für die Copa Libertadores. Der Tabellendritte nimmt am neu geschaffenen Wettbewerb Copa Ganadores de Copa teil. Sind zwei Teams auf den ersten Plätzen punktgleich, gibt es zwei Entscheidungsspiele zwischen den punktgleichen Teams. Zusätzlich spielen die beiden Sieger der 1. Runde um den Titel der Copa Francisco Candelori.

## Teilnehmer
Für Absteiger Unión San Felipe spielt Zweitligameister Antofagasta Portuario nun in der Primera División. Folgende Vereine nahmen daher an der Meisterschaft 1969 teil:
| Mannschaft            | Stadt             |
| --------------------- | ----------------- |
| Antofagasta Portuario | Antofagasta       |
| Audax Italiano        | Santiago de Chile |
| CSD Colo-Colo         | Santiago de Chile |
| Deportes Concepción   | Concepción        |
| Deportes La Serena    | La Serena         |
| Everton               | Viña del Mar      |
| Green Cross Temuco    | Temuco            |
| CD Huachipato         | Talcahuano        |
| CD Magallanes         | Santiago de Chile |
| CD O’Higgins          | Rancagua          |
| CD Palestino          | Santiago de Chile |
| Rangers de Talca      | Talca             |
| Santiago Morning      | Santiago de Chile |
| Santiago Wanderers    | Valparaíso        |
| Unión Española        | Santiago de Chile |
| Unión La Calera       | La Calera         |
| Universidad Católica  | Santiago de Chile |
| Universidad de Chile  | Santiago de Chile |

## 1. Runde

### Torneo Metropolitano
| Pl. | Verein               | Sp. | S | U | N | Tore    | Diff. | Punkte |
| --- | -------------------- | --- | - | - | - | ------- | ----- | ------ |
| 1.  | Universidad de Chile | 14  | 9 | 5 | 0 | 034:160 | +18   | 23     |
| 2.  | Unión Española       | 14  | 6 | 3 | 5 | 028:260 | +2    | 15     |
| 3.  | CD Palestino         | 14  | 5 | 4 | 5 | 020:160 | +4    | 14     |
| 4.  | CSD Colo-Colo        | 14  | 6 | 2 | 6 | 036:350 | +1    | 14     |
| 5.  | Audax Italiano       | 14  | 5 | 3 | 6 | 032:360 | −4    | 13     |
| 6.  | Universidad Católica | 14  | 6 | 1 | 7 | 032:360 | −4    | 13     |
| 7.  | Santiago Morning     | 14  | 4 | 3 | 7 | 028:310 | −3    | 11     |
| 8.  | CD Magallanes        | 14  | 3 | 3 | 8 | 016:300 | −14   | 09     |

### Torneo Provincial
| Pl.                       | Verein                    | Sp. | S | U  | N  | Tore    | Diff. | Punkte |
| ------------------------- | ------------------------- | --- | - | -- | -- | ------- | ----- | ------ |
| 1.                        | Rangers de Talca          | 18  | 7 | 8  | 3  | 025:220 | +3    | 22     |
| 2.                        | Green Cross Temuco        | 18  | 8 | 5  | 5  | 032:240 | +8    | 21     |
| 3.                        | Everton                   | 18  | 7 | 6  | 5  | 034:250 | +9    | 20     |
| 4.                        | CD Huachipato             | 18  | 6 | 8  | 4  | 025:190 | +6    | 20     |
| 5.                        | Unión La Calera           | 18  | 7 | 6  | 5  | 021:200 | +1    | 20     |
| 6.                        | Deportes La Serena        | 18  | 6 | 7  | 5  | 022:230 | −1    | 19     |
| 7.                        | CD O’Higgins              | 18  | 3 | 10 | 5  | 023:250 | −2    | 16     |
| 8.                        | Santiago Wanderers (M)    | 18  | 4 | 8  | 6  | 024:270 | −3    | 16     |
| 9.                        | Deportes Concepción       | 18  | 5 | 5  | 8  | 016:230 | −7    | 15     |
| 10.                       | Antofagasta Portuario (N) | 18  | 3 | 5  | 10 | 020:340 | −14   | 11     |
| Quelle: , Stand: Endstand |                           |     |   |    |    |         |       |        |

| (M) | Vorjahresmeister |
| (N) | Aufsteiger       |

## Torneo Nacional

### Zona A
| Pl. | Verein                      | Sp. | S  | U | N | Tore    | Diff. | Punkte | Bonus | Gesamt |
| --- | --------------------------- | --- | -- | - | - | ------- | ----- | ------ | ----- | ------ |
| 1.  | CSD Colo-Colo               | 18  | 11 | 4 | 3 | 036:190 | +17   | 26     | 2     | 28     |
| 2.  | Unión Española              | 18  | 8  | 4 | 6 | 029:260 | +3    | 20     | 4     | 24     |
| 3.  | Rangers de Talca            | 18  | 7  | 5 | 6 | 026:280 | −2    | 19     | 5     | 24     |
| 4.  | Audax Italiano              | 18  | 6  | 7 | 5 | 027:230 | +4    | 19     | 1     | 20     |
| 5.  | Everton                     | 18  | 5  | 6 | 7 | 030:290 | +1    | 16     | 3     | 19     |
| 6.  | Deportes La Serena          | 18  | 6  | 5 | 7 | 024:250 | −1    | 17     | 0     | 17     |
| 7.  | CD O’HigginsUnión La Calera | 18  | 7  | 3 | 8 | 021:290 | −8    | 17     | 0     | 17     |
| 8.  | Antofagasta Portuario (N)   | 18  | 5  | 6 | 7 | 017:250 | −8    | 16     | 0     | 16     |
| 9.  | CD Magallanes               | 18  | 5  | 5 | 8 | 027:340 | −7    | 15     | 0     | 15     |

### Zona B
| Pl. | Verein               | Sp. | S  | U  | N  | Tore    | Diff. | Punkte | Bonus | Gesamt |
| --- | -------------------- | --- | -- | -- | -- | ------- | ----- | ------ | ----- | ------ |
| 1.  | Santiago Wanderers   | 18  | 11 | 6  | 1  | 037:180 | +19   | 28     | 0     | 28     |
| 2.  | Universidad de Chile | 18  | 9  | 2  | 7  | 029:230 | +6    | 20     | 5     | 25     |
| 3.  | Green Cross Temuco   | 18  | 5  | 7  | 6  | 025:210 | +4    | 17     | 4     | 21     |
| 4.  | CD Huachipato        | 18  | 4  | 11 | 3  | 019:190 | ±0    | 19     | 0     | 19     |
| 5.  | Universidad Católica | 18  | 7  | 5  | 6  | 032:300 | +2    | 19     | 0     | 19     |
| 6.  | CD Palestino         | 18  | 4  | 7  | 7  | 023:250 | −2    | 15     | 3     | 18     |
| 7.  | Deportes Concepción  | 18  | 5  | 5  | 8  | 020:210 | −1    | 15     | 0     | 15     |
| 8.  | Unión La Calera      | 18  | 4  | 6  | 8  | 021:320 | −11   | 14     | 1     | 15     |
| 9.  | Santiago Morning     | 18  | 5  | 2  | 11 | 020:360 | −16   | 12     | 0     | 12     |

## Endrunde

### Meisterrunde
| Pl. | Verein                 | Sp. | S | U | N | Tore    | Diff. | Punkte |
| --- | ---------------------- | --- | - | - | - | ------- | ----- | ------ |
| 1.  | Universidad de Chile   | 5   | 4 | 1 | 0 | 010:400 | +6    | 09     |
| 2.  | Rangers de Talca       | 5   | 3 | 1 | 1 | 010:800 | +2    | 07     |
| 3.  | Green Cross Temuco     | 5   | 2 | 1 | 2 | 006:400 | +2    | 05     |
| 4.  | Unión Española         | 5   | 2 | 1 | 2 | 010:110 | −1    | 05     |
| 5.  | CSD Colo-Colo          | 5   | 1 | 2 | 2 | 008:100 | −2    | 04     |
| 6.  | Santiago Wanderers (M) | 5   | 0 | 0 | 5 | 005:120 | −7    | 0      |

### Relegations-Playoff
|               | Gesamt |                  | Hinspiel | Rückspiel |
| ------------- | ------ | ---------------- | -------- | --------- |
| CD Magallanes | 6:2    | Santiago Morning | 4:1      | 2:1       |

Damit steigt Santiago Morning in die zweite Spielklasse ab.

### Entscheidungsspiel um die Teilnahme an der Copa Ganadores de Copa
| Datum                 |                    | Gesamt |                | Hinspiel | Rückspiel |
| --------------------- | ------------------ | ------ | -------------- | -------- | --------- |
| 13.02.1970/18.02.1970 | Green Cross Temuco | 3:5    | Unión Española | 1:2      | 2:3       |

Damit nimmt Unión Española an der Copa Ganadores de Copa 1970 teil.

### Copa Francisco Candelori
Die Sieger der Regionalmeisterschaften (Torneo Metropolitano und Torneo Provincial) spielen den Pokal aus:
| Datum                 |                      | Gesamt |                  | Hinspiel | Rückspiel |
| --------------------- | -------------------- | ------ | ---------------- | -------- | --------- |
| 29.06.1969/06.07.1969 | Universidad de Chile | 2:1    | Rangers de Talca | 1:0      | 1:1       |

Damit gewinnt Universidad de Chile die Copa Francisco Candelori.

## Beste Torschützen
| Rang                                   | Spieler          | Klub               | Tore |
| -------------------------------------- | ---------------- | ------------------ | ---- |
| 1                                      | Eladio Zárate    | Unión Española     | 22   |
| 2                                      | Alberto Ferrero  | Santiago Wanderers | 20   |
| 3                                      | Osvaldo González | Green Cross Temuco | 18   |
| Quelle: solofutbol.cl, Stand: Endstand |                  |                    |      |